# Агошков, Валерий Иванович
Валерий Иванович Агошков (род. 1946) — математик, доктор физико-математических наук, профессор кафедры вычислительных технологий и моделирования факультета ВМК МГУ, главный научный сотрудник ИВМ РАН. Заслуженный деятель науки Российской Федерации.

## Биография
Родился 9 июня 1946 года в городе Валуйки Белгородской области. Окончил Московский инженерно-физический институт (1970), аспирантуру Вычислительного центра СО АН (1975).
Кандидат физико-математических наук (1975), тема диссертации: «Вариационные методы в задачах переноса нейтронов» (научный руководитель Г. И. Марчук). Доктор физико-математических наук (1988), тема диссертации: «Функциональные пространства, обобщённые решения уравнений переноса и свойства их гладкости». Учёное звание — профессор по специальности «вычислительная математика» (1994).
Состоит в международных научных обществах (AMS, GAMM), в течение ряда лет был членом Комитета «Приложения математики» Европейского математического общества. Член Главной редколлегии «EOLSS» и редколлегий двух международных научных журналов.
С 1970 по 1980 годы работал в ВЦ СО АН СССР, а с 1980 года по настоящее время — в ИВМ РАН.

## Научный вклад
Область научных интересов: вычислительная математика, теория краевых задач для кинетических уравнений, сопряжённых уравнений и их приложений в нелинейных, обратных и оптимизационных задачах.
В области методов вычислительной математики Агошков разработал специальные проекционно-сеточные алгоритмы для задач теории переноса, ввёл общую проекционную форму метода интегральных тождеств, предложил новые схемы расщепления для гиперболо-параболической системы уравнений «мелкой воды». Является соавтором нового направления в теории методов разделения области, базирующегося на теории операторов Пуанкаре-Стеклова.
В 1975–1988 годах Агошков выполнил цикл работ в области теории краевых задач для уравнений переноса на основе новых функциональных пространств, изучил свойства гладкости обобщённых решений, дал обоснование ряда вычислительных алгоритмов решения задач для уравнения переноса. В 1981–1992 годах им выполнены исследования в области теории и приложений специальных классов псевдо-дифференциальных операторов — граничных операторов Пуанкаре-Стеклова и операторов отражения.
В области сопряжённых уравнений и их приложений в обратных и оптимизационных задачах Агошкову принадлежит цикл работ, посвящённый развитию теории сопряжённых уравнений и алгоритмов возмущений в нелинейных задачах; в 1991–2002 годах им разработана методология исследования и численного решения широкого класса обратных задач и задач управления.

## Подготовка научных кадров
Сочетает научную работу с педагогической, преподаёт в вузах с 1972 года. Профессор Московского физико-технического института (с 1995).
10 учеников Агошкова защитили кандидатские или докторские диссертации.

## Из библиографии
Автор более 200 печатных работ, 16 монографий и учебных пособий, в т. ч. 3 монографий на иностранных языках. Основные публикации:
- Введение в проекционно-сеточные методы — М., Наука, 1981, 420 с. (соавт. Марчук Г. И.);
- Introduction aux Methodes des Elements Finis — Moscow, MIR, 1985, 432 p. (co-auth. G. Marchuk, in French);
- Обобщённые решения уравнений переноса и свойства их гладкости — М., Наука, 1988, 240 с.;
- Сопряжённые уравнения и алгоритмы возмущений в нелинейных задачах математической физики — М., Наука, 1993, 275 с. (соавт. Марчук Г. И., Шутяев В. П.).

## Награды и почётные звания
Заслуженный деятель науки Российской Федерации (2007).
Награждён Почётной грамотой Российской академии наук и Профсоюза работников РАН (1999). 
Исследование Агошкова по теории операторов Пуанкаре-Стеклова и их приложениям для конструирования и оптимизации алгоритмов разделения области удостоено звания «Лучшая научная работа за 1989 года» по Отделению математики АН СССР.